# Exetastes cornaroae
Exetastes cornaroae is een vliesvleugelig insect (orde Hymenoptera) uit de familie van de gewone sluipwespen (Ichneumonidae). De wetenschappelijke naam van de soort werd in 2016 door Rebecca Kittel gepubliceerd als nomen novum voor Exetastes rufiventris Meyer, 1929. Die naam was als Exetastes rufiventris (Brulle, 1846) (originele combinatie Banchus rufiventris) al in gebruik voor een andere sluipwesp. De naam gedenkt Elena Cornaro Piscopia (1646–1684), een Italiaans wiskundige en de eerste vrouwelijke PhD.